# برزخ (باقران)
برزخ (بالفارسية: برزج) هي مستوطنة تقع في إيران في قسم باقران الريفي. يقدر عدد سكانها بـ 85 نسمة .